# Giacinto de Ferrari
Giacinto Maria Giuseppe de Ferrari OP (* 28. September 1804 in Oneglia als Michele Girolamo Cesare Leopoldo de Ferrari; † 17. Juli 1874 in Rom) war ein italienischer Ordensgeistlicher, Theologe und Kurienbischof.

## Leben
Am 13. Oktober 1821 wurde er mit dem Ordensnamen Giacinto Maria Giuseppe in den Konvent von La Quercia, nahe Viterbo, des Dominikanerordens aufgenommen. Die Priesterweihe empfing er am 31. März 1827 in Viterbo. Am 4. August 1837 wurde er Magister der Theologie. Giacinto de Ferrari wurde 1839 zum Bibliothekar der Casanatense ernannt. Er trat am 22. November 1843 als Konsultor der Indexkongregation sowie der Propagandakongregation in den Dienst der Kurie, daneben war er ab 1847 Visitator der Dominikanerprovinz Sardinien.
Am 27. Juni 1870 ernannte Papst Pius IX. Giacinto de Ferrari zum Titularerzbischof von Naupactus. Die Bischofsweihe spendete ihm am 3. Juli desselben Jahres Costantino Patrizi Naro, Kardinalbischof von Porto e Santa Rufina; Mitkonsekratoren waren Tommaso Passero OP, Bischof von Troia, und Michele Milella OP, Bischof von Teramo.
Er starb vier Jahre später und wurde in der römischen Kirche Santa Sabina beigesetzt.

## Werke (Auswahl)
Seine zahlreichen Veröffentlichungen umfassen ein breites Spektrum und beziehen sich unter anderem auf Theologie, Kirchengeschichte und Bibliothekswesen.
- Le missioni straniere. Orazione pronunciata nell’insigne tempio della pace in Roma il 30 giugno 1839. Rom 1839.
- Nei solenni funerali del reverendisso Padre Clementino Cini, procuratore generale dell’inclito ordine minoritico. Rom 1839.
- Le glorie di Gesù bambino, spiegate nella novena del s. Natale. Rom 1840.
- Orazione funebre di donna Anna Maria duchessa Torlonia. Rom 1840.
- Illustrazione di un codice virgiliano. Rom 1842.
- Sopra una pergamene antica contenente i canoni apostolici e un frammento inedito del ven. Beda. Rom 1843.
- Sul criterio geologico, onde si confutano vari moderni sistemi. Rom 1845.
- Vita del beato Alberto Magno. Rom 1847.
- Philosophia tomistica qua veteris ac novae scholae doctrina analytica expenditur. 3 Bde., Rom 1851.
- Sopra i norachi dell’isola di Sardegna. Rom 1852.
- An definiri possit de fide mysterium Immaculatae Conceptionis Beatae Mariae Virginis, et an expediat? Votum uni Summo Pontifici Pio IX reservatum. Rom 1853.
- Sul Natale di Roma 1853 detto nella villa Massimo al Laterano. Rom 1853.
- Il sepolcro di papa Pio VIII, opera del comm. Pietro Tenerani, nella patriarcale basilica vaticana. Rom 1866.